# Kari Ann Grønsund
Kari Ann Grønsund (* 11. Mai 1951 in Norwegen) ist eine norwegische Schauspielerin und Synchronsprecherin.

## Biografie
Kari Grønsund gab 1975 ihr Debüt als Filmschauspielerin in der norwegischen Komödie Skraphandlerne. Danach erhielt sie verschiedene Engagements in norwegischen Film- und Fernsehproduktionen. Darüber hinaus wirkte Grønsund als Synchronsprecherin in Kinderfilmen sowie Trick- und Animationsfilmen mit. Von 1996 bis 1998 trat sie in der NRK-Kinderfernsehserie Lillys butikk in der Hauptrolle der Lilly auf. Grønsund absolvierte auch in der norwegischen Filmreihe Olsenbande Junior mehrere Auftritte und spielte von 2003 bis 2010 die Gudrun, Mutter von Kjell Jensen. Von 2012 bis 2013 sah man sie in der norwegischen Fernsehserie Hejm mit der Rolle der Tove. 2014 trat sie in der norwegischen Serie Meglerne als Frau Pettersen und im Frühjahr 2015 in der TV 2-Seifenoper Hotel Cæsar als Ruth Munthe auf.

## Filmografie
- 1975: Skraphandlerne
- 1984: Papirfuglen
- 1994: Über Storch und Stein (Over stork og stein)
- 1996–1998: Lillys butikk (Fernsehserie)
- 1998: Sonny, der Entendetektiv (Solan, Ludvig og Gurin med reverompa; norwegischer Trickfilm, Stimme als Barbro)
- 2002: Lekestue (Fernsehserie)
- 2003: Olsenbanden jr. går under vann
- 2004: Olsenbanden jr. på rocker’n
- 2005: Olsenbanden jr. på Cirkus
- 2005–2007: Seks som oss (Fernsehserie)
- 2007: Codename Hunter (Kodenavn Hunter, Filmreihe)
- 2007: Olsenbanden jr. Sølvgruvens hemmelighet
- 2009: Olsenbanden jr. Det sorte gullet
- 2009: Magic Silver - Das Geheimnis des magischen Silbers (Julenatt i Blåfjell)
- 2010: Olsenbanden jr. Mestertyvens skatt
- 2012: Å snu seg mot solen (Kurzfilm)
- 2012–2013: Hjem (norwegische Fernsehserie)
- 2013: Louis & Luca und die Schneemaschine (Solan og Ludvig – Jul i Polypathie; norwegischer Trickfilm, Stimme als Solan Gundersen)
- 2014: Meglerne (Fernsehserie)
- 2015: Hotel Cæsar (Fernsehserie)
- 2015: Louis & Luca – Das große Käserennen (Solan og Ludvig: Herfra til Flåklypa; norwegischer Trickfilm, Stimme als Solan Gundersen)
- 2016: Gråtass – Gøy på landet
- 2016: Louis & Luca – Mission to the Moon